# Atheta hampshirensis
Atheta hampshirensis är en skalbaggsart som beskrevs av Max Bernhauer 1909. Atheta hampshirensis ingår i släktet Atheta och familjen kortvingar. Inga underarter finns listade i Catalogue of Life.